# Граф залежностей
Граф залежностей — орієнтований граф, що відображає співвідношення множини елементів деякої сукупності відповідно до вибраних транзитивних відношень над нею.
Такі графи часто застосовують в інформатиці та цифровій електроніці, зокрема, за графом залежностей визначають порядок обчислень або невідповідність порядку залежностям, заданим графом.

## Визначення
Нехай дано множину об'єктів {\displaystyle S} і відношення транзитивності {\displaystyle R=S\times S} де {\displaystyle (a,b)\in R}, що моделює залежність «для обчислення {\displaystyle a} потрібно спочатку обчислити {\displaystyle b}», тоді граф залежностей — це граф {\displaystyle G=(S,T)} де {\displaystyle T\subseteq R} і {\displaystyle R} є транзитивним замиканням {\displaystyle T}.
Наприклад, деякий калькулятор підтримує запис константи в деяку змінну і додавання двох змінних із записом результату в деяку третю змінну. Нехай дано кілька виразів, наприклад, {\displaystyle A=B+C;B=5+D;C=4;D=2}. Тоді {\displaystyle S={A,B,C,D}} і {\displaystyle R={(A,B),(A,C),(B,D)}}. Можна явно вивести всі відношення: {\displaystyle A} залежить від {\displaystyle B} і {\displaystyle C}, тому що дві змінні можна додати тоді й лише тоді, коли відомі значення обох змінних. Таким чином, {\displaystyle B} і {\displaystyle C} слід обчислити перед {\displaystyle A}. Однак, значення {\displaystyle D} відоме зразу, тому що це числова константа.

## Виявлення неможливих обчислень
Циклічні залежності в графі залежностей призводять до ситуації, в якій немає доступного порядку обчислень, тому що жоден з об'єктів циклу не можна вважати першим. Якщо циклічних залежностей немає, то ми маємо спрямований ациклічний граф, і порядок обчислень можна визначити за допомогою топологічного сортування. Більшість алгоритмів топологічного сортування здатні виявляти цикли на вході, однак, бажано виявляти цикли окремо від топологічного сортування, щоб забезпечити належне їх опрацювання.
У прикладі на основі калькулятора, система виразів {\displaystyle A=B;B=D+C;C=D+A;D=12} містить циклічну залежність. {\displaystyle B} слід обчислити перед {\displaystyle A}, {\displaystyle C} слід обчислити перед {\displaystyle B}, {\displaystyle A} слід обчислити перед {\displaystyle C}.

## Визначення порядку обчислень
Коректний порядок обчислень — це нумерація {\displaystyle n:S\rightarrow N} об'єктів, яка впорядковує вузли графа залежностей так, що виконується рівність: {\displaystyle n(a)<n(b)\Rightarrow (a,b)\notin R}, де {\displaystyle a,b\in S}. Це означає, що якщо нумерацією визначено, що {\displaystyle a} обчислюється перед {\displaystyle b}, то {\displaystyle a} не може залежати від {\displaystyle b}. Більш того, може існувати більше ніж один коректний порядок обчислень. По суті, коректна нумерація є топологічним сортуванням, і будь-яке топологічне сортування є коректною нумерацією. Насправді, будь-який алгоритм, що виконує коректне топологічне сортування, одночасно визначає коректний порядок обчислень.
Для системи (в прикладі з калькулятором) {\displaystyle A=B+C;B=5+D;C=4;D=2} коректний порядок: {\displaystyle (D,C,B,A)}, однак, {\displaystyle (C,D,B,A)} також є коректним порядком обчислень.

## Моноїдна структура
Ациклічний граф залежностей відповідає сліду слідового моноїда так:12:
- Функція {\displaystyle \phi :S\to \Sigma } позначає кожну вершину символом з алфавіту {\displaystyle \Sigma }
- Ребро {\displaystyle a\to b} або {\displaystyle b\to a} існує тоді й лише тоді, коли {\displaystyle (\phi (a),\phi (b))} перебуває у відношенні залежності {\displaystyle D}.
- Два графи вважаються рівними, за умови відповідності їхніх міток та ребер.

Тоді рядок, що складається з міток вершин, упорядкованих правильним порядком оцінки, відповідає рядку сліду.
Моноїдна операція {\displaystyle (S_{12},R_{12})=(S_{1},R_{1})\bullet (S_{2},R_{2})} приймає диз'юнктне об'єднання {\displaystyle S_{12}=S_{1}\sqcup S_{2}} множин вершин двох графів, зберігає наявні в кожному графі ребра та малює нові ребра від першого до другого, де це дозволяє відношення залежності:14
{\displaystyle R_{12}=R_{1}\sqcup R_{2}\sqcup \{(a,b)\mid a\in S_{1}\land b\in S_{2}\land (\phi (a),\phi (b))\in D\}}
Тотожністю є порожній граф.

## Приклади
Граф залежностей використовують у:
- Автоматизованому встановленні програмного забезпечення[a]. Рухом по графу знаходять пакунки програм, які потрібні, але ще не встановлені. Залежності визначаються зв'язками між пакунками.
- В компілятор і формальних мовах:

- Планування інструкцій. Граф залежностей обчислюється для операндів асемблера або проміжних інструкцій і використовується для визначення оптимального порядку інструкцій.
- Видалення мертвого коду: якщо жодна побічна операція не залежить від змінної, ця змінна вважається мертвою і її можна видалити.

Графи залежностей це одне з питань:
- Теорії обмежень: початкові дані перероблюються в кінцеві в ході декількох залежних етапів.
- Теорії розкладів — набір взаємопов'язаних теоретичних проблем у галузі комп'ютерних наук.